# Белкасем, Крим
Крим Белкасем (араб. كريم بلقاسم‎, фр. Krim Belkacem; 14 сентября 1922, дер. Айт-Яхья-Муса, Тизи-Узу, Французский Алжир — 18 октября 1970, Франкфурт-на-Майне, ФРГ) — алжирский борец за независимость и политический деятель, министр обороны (1958—1960), министр иностранных дел (1960—1961) и министр внутренних дел Алжира (1961—1962) (в изгнании).

## Биография
Родился в бербероговорящем регионе Кабилия. В молодости против воли отца перебрался в Алжир, где познакомился с французским языком и образом жизни и понял, что французская культура более соответствует его мировоззрению, чем исламская.
Во время Второй мировой войны вступил во французскую армию и получил звание капрала в Первом алжирском снайперском полку снайперов. После демобилизации в октябре 1945 г. вернулся в родную деревню, где работал ювелиром, а затем занимал должность вспомогательного секретаря коммуны. За это время кардинально изменил свои взгляды с приверженца Франции в ее противника.
В начале 1946 г. вступил в подпольную Партия алжирского народа, создав подпольные ячейки в 12 деревнях вокруг Драа-эль-Мизана. В 1947 г. был обвинен в убийстве лечничего, скрывался и присоединился к отрядам маки. Дважды приговоренный к смертной казни французскими трибуналами в 1947 и 1950 гг., становится ответственным за регион Кабилия в военизированной организации Партия алжирского народа-Движение за торжество демократических свобод и группировки Organisation Spéciale.
Во время Войны за независимость Алжира был начальником 3-й вилайи в Кабилии и ее окрестностях. Осенью 1956 г. сорвал операцию операцию «Синяя птица», перевербовав вооруженных французами боевиков и уничтожил своих политических противников и профранцузски настроенный персонал. Вскоре он становится фактическим стратегом вооруженной борьбы. После своего участия в Конгрессе в Суммаме, на котором Фронт национального освобождения (ФНО) принял свою революционную программу, он стал одним из самых важных и влиятельных руководителей ФНО (вошел в число «шести исторических лидеров»). После битвы при Алжире покинул страну, заключил союз с Лахдаром бен Тоббалом и Абдельхафидом Буссуфом против Абане Рамдана.
С 1958 по 1960 гг. был заместителем премьер-министра и первым министром обороны, а затем — с 1960 по 1961 г. — министром иностранных дел, в 1961—1962 гг. — министром внутренних дел во временном правительстве и основным алжирским переговорщиком по Эвианским соглашениям (1962).
Выступал против создания Политбюро ФНО во главе с Ахмедом бен Беллой в июле 1962 г. В 1963 г. был вынужден эмигрировать в Италию, затем — в Швейцарию.
После переворота 1965 г. примкнул к оппозиции, отдавал предпочтение более федералистским взглядам, а не централистской политике Бумедьена. В 1967 г. в Париже основал антиправительственную оппозиционную группу. В 1969 г. революционным судом был обвинен в организации покушения на Бумедьена и заочно приговорен к смертной казни.
Был найден убитым в 1970 г. в гостиничном номере «Интерконтиненталя» во Франкфурте-на-Майне (ФРГ). Был посмертно реабилитирован алжирским государством, похоронен на площади мучеников на кладбище Эль-Алия 24 октября 1984 г.
В его честь был назван аэропорт в городе Хасси-Мессауд.